# Walking Away
«Walking Away» (с англ. — «Ухожу») — песня британского исполнителя Крейга Дэвида. Она была написана Дэвидом и Марком Хиллом и выпущена как третий сингл с его дебютного студийного альбома Born to Do It (2000) 20 ноября 2000 года. Она заняла третье место в Великобритании, первое в Новой Зеландии, где стала самой успешной песней 2001 года по версии Recorded Music NZ.
В 2008 году трек был перезаписан для сборника Greatest Hits, выпущенного в ноябре 2008 года в Великобритании. В каждой новой версии представлены разные исполнители: Lynnsha во французской версии, Нек в итальянской версии, Алекс Убаго в испанской версии и Monrose в немецкой версии. Версия Monrose была исполнена на английском, а не на немецком, в то время как другие артисты пели на своих родных языках.

## Музыкальное видео

### Оригинальная версия
Существует две версии видео. Европейское музыкальное видео начинается с того, что Дэвид со своей девушкой садятся в машину, где видно, как она кричит на него. Он включает радио, и начинается песня. Затем он выходит из машины, и пейзаж постоянно меняется, показывая разные места. Режиссёрами клипа выступили Макс и Даня.
Американская версия начинается с сэмпла акапеллы ремикса the Ignorants, переходящего к самой песне. На видео показано, как он «уходит» от неприятностей в своей жизни: затопленной квартиры, пожара в его 67 Camaro с откидным верхом, проблем с электричеством на железнодорожной станции и торнадо в конце видео. Режиссёром выступил Ленни Басс.

### Версия для Greatest Hits
Новые версии песни были записаны и сняты в 2008 году, и в них представлены Lynnsha во французской версии, Нек в итальянской версии, Алекс Убаго в испанской версии и Monrose в немецкой версии. Видео было снято в черно-белом цвете, и в некоторых сценах виден приглашенный артист. Иногда двух певцов можно увидеть вместе.

## Список композиций
UK CD1 and Japanese CD single
1. «Walking Away»
2. «Human»
3. «7 Days» (live vibe in Amsterdam)

UK CD2
1. «Walking Away» (radio edit)
2. «Walking Away» (Ignorants remix featuring Trell)
3. «Walking Away» (DJ Chunky remix featuring MC B-Live)
4. «Walking Away» (Treats (Better Day) remix)

UK cassette single
1. «Walking Away»
2. «Human»
3. «Walking Away» (Ignorants remix featuring Trell)

European CD single
1. «Walking Away» — 3:27
2. «7 Days» (live in Stockholm) — 7:00

Australian CD single
1. «Walking Away» — 3:27
2. «Human» — 4:01
3. «7 Days» (live in Stockholm) — 7:00
4. «Walking Away» (Ignorants remix featuring Trell) — 5:16
5. «Walking Away» (DJ Chunky remix featuring MC B-Live) — 5:43
6. «Walking Away» (Treats Better Day remix) — 5:22

US 7-inch single
1. «Walking Away»
2. «Time to Party»

US 12-inch single
A1. «Walking Away» (album version) — 3:26
A2. «Walking Away» (album instrumental) — 3:26
A3. «Walking Away» (album acapella) — 3:03
B1. «Walking Away» (Ignorants remix featuring Trell) — 5:18
B2. «Walking Away» (Ignorants remix instrumental) — 4:43
B3. «Walking Away» (Ignorants remix acapella) — 3:56

## Чарты

### Чарты на недели
| Чарт (2000—2002)                    | Позиция |
| ----------------------------------- | ------- |
| Австралия (ARIA)                    | 5       |
| Австралия (ARIA Dance)              | 2       |
| Австралия (ARIA Urban)              | 3       |
| Австрия (Ö3 Austria Top 40)         | 45      |
| Бельгия/Фландрия (Ultratop 50)      | 21      |
| Бельгия/Валлония (Ultratop 50)      | 18      |
| Хорватия (HRT)                      | 5       |
| Дания (Tracklisten)                 | 14      |
| Европа (Eurochart Hot 100)          | 12      |
| Франция (SNEP)                      | 22      |
| Германия (GfK)                      | 46      |
| Греция (IFPI)                       | 10      |
| Венгрия (Mahasz)                    | 2       |
| Исландия (Íslenski Listinn Topp 40) | 24      |
| Ирландия (IRMA)                     | 9       |
| Италия (FIMI)                       | 15      |
| Нидерланды (Dutch Top 40)           | 7       |
| Нидерланды (Single Top 100)         | 11      |
| Новая Зеландия (Recorded Music NZ)  | 1       |
| Норвегия (VG-lista)                 | 6       |
| Польша (Music & Media)              | 4       |
| Польша (Polish Airplay Charts)      | 1       |
| Румыния (Romanian Top 100)          | 8       |
| Шотландия (OCC Scotland)            | 7       |
| Испания (PROMUSICAE)                | 22      |
| Швеция (Sverigetopplistan)          | 13      |
| Швейцария (Schweizer Hitparade)     | 24      |
| Великобритания (OCC UK Singles)     | 3       |
| Великобритания (OCC UK Hip Hop/R&B) | 2       |
| США (Billboard Hot 100)             | 44      |
| США (Billboard Pop Airplay)         | 17      |

|

### Чарты на конец года
| Чарт (2000)      | Позиция |
| ---------------- | ------- |
| Ирландия (IRMA)  | 80      |
| UK Singles (OCC) | 72      |

| Chart (2001)                       | Position |
| ---------------------------------- | -------- |
| Австралия (ARIA)                   | 30       |
| Европа (Eurochart Hot 100)         | 69       |
| Франция (SNEP)                     | 72       |
| Новая Зеландия (Recorded Music NZ) | 1        |
| Румыния (Romanian Top 100)         | 75       |

| Чарт (2002)                      | Позиция |
| -------------------------------- | ------- |
| Canada Radio (Nielsen BDS)       | 59      |
| US Mainstream Top 40 (Billboard) | 58      |

## Сертификаты и копии
| Регион | Сертификация | Продажи |
| --- | ------------ | ------- |
| Австралия (ARIA) | Платиновый   | 70 000^ |
| Новая Зеландия (RMNZ) | Золотой      | 5000*   |
| Великобритания (BPI) | Золотой      | 400 000 |
| * Данные о продажах приведены только на основе сертификации. · ^ Данные о тиражах приведены только на основе сертификации. · Данные о продажах + прослушиваниях приведены только на основе сертификации. |              |         |

## История выхода
| Страна         | Дата           | Формат                       | Лейбл                | Ref(s).       |
| -------------- | -------------- | ---------------------------- | -------------------- | ------------- |
| Великобритания | 20 ноября 2000 | CD                           | Wildstar             | [ 51 ] [ 52 ] |
| Германия       | 28 ноября 2000 | Maxi-CD                      | Edel                 | [ 9 ]         |
| Япония         | 24 января 2001 | CD                           | Victor Entertainment | [ 53 ]        |
| США            | 25 марта 2002  | Rhythmic contemporary radio  | Atlantic             | [ 54 ]        |
| США            | 1 апреля 2002  | Contemporary hit radio       | Atlantic             | [ 55 ]        |
| США            | 7 мая 2002     | Hot adult contemporary radio | Atlantic             | [ 56 ]        |